# Drenovac (Klina)
Pour les articles homonymes, voir Drenovac.
Drenoc en albanais et Drenovac en serbe latin (en serbe cyrillique : Дреновац) est une localité du Kosovo située dans la commune/municipalité de Klinë/Klina et dans le district de Pejë/Peć. Selon le recensement kosovar de 2011, elle compte 440 habitants, dont une majorité d'Albanais.

## Démographie

### Évolution historique de la population dans la localité
| 1948 | 1953 | 1961 | 1971 | 1981  | 1991  | 2011 |
| ---- | ---- | ---- | ---- | ----- | ----- | ---- |
| 663  | 733  | 779  | 851  | 1 016 | 1 123 | 440  |

|  |